# Krzyż pańszczyźniany

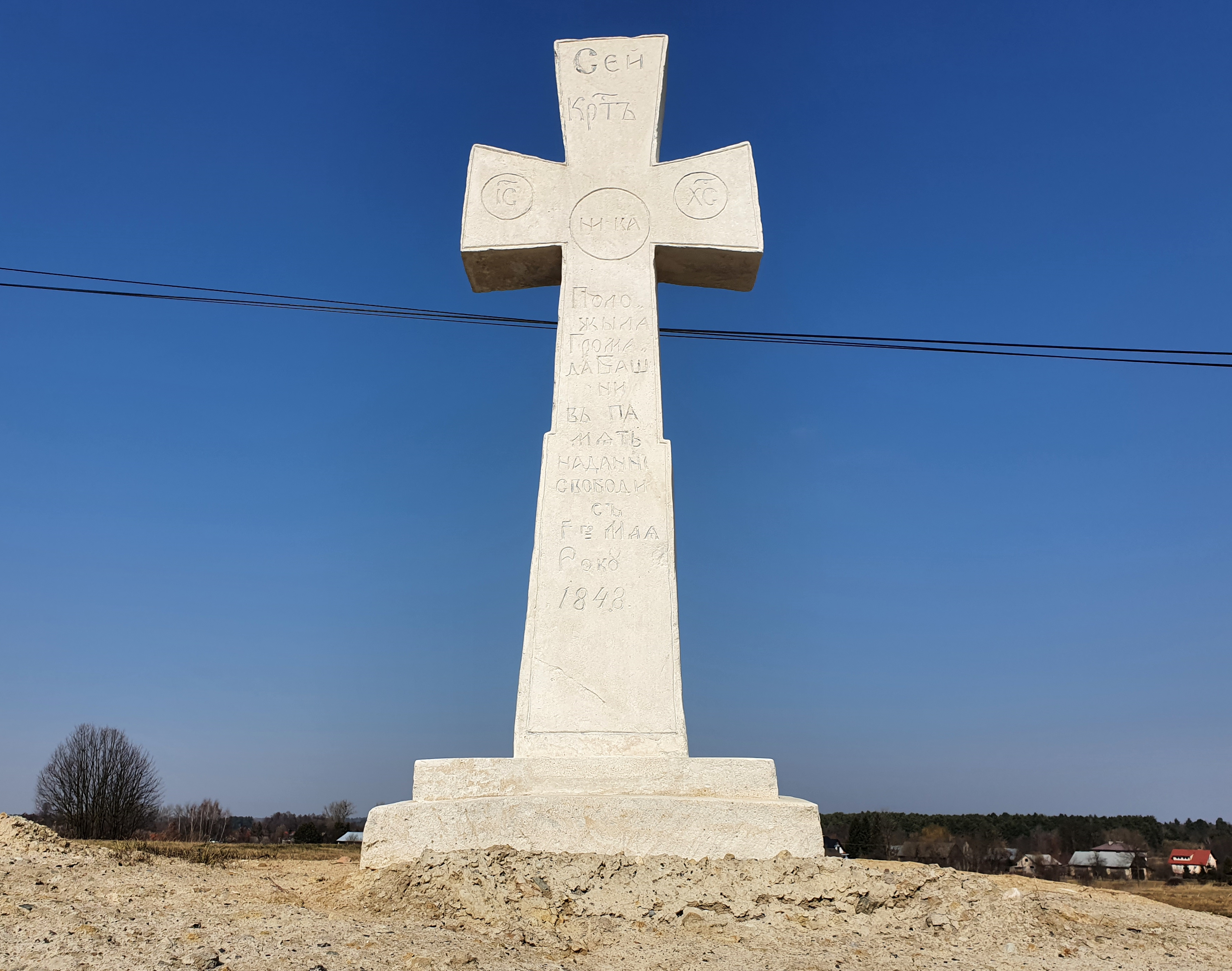
Krzyż pańszczyźniany w Baszni Dolnej. Pomnik w kształcie krzyża wzniesiony z inicjatywy ukraińskich chłopów, w celu upamiętnienia zniesienia pańszczyzny w 1848 na ziemiach polskich będących pod panowaniem Habsburgów

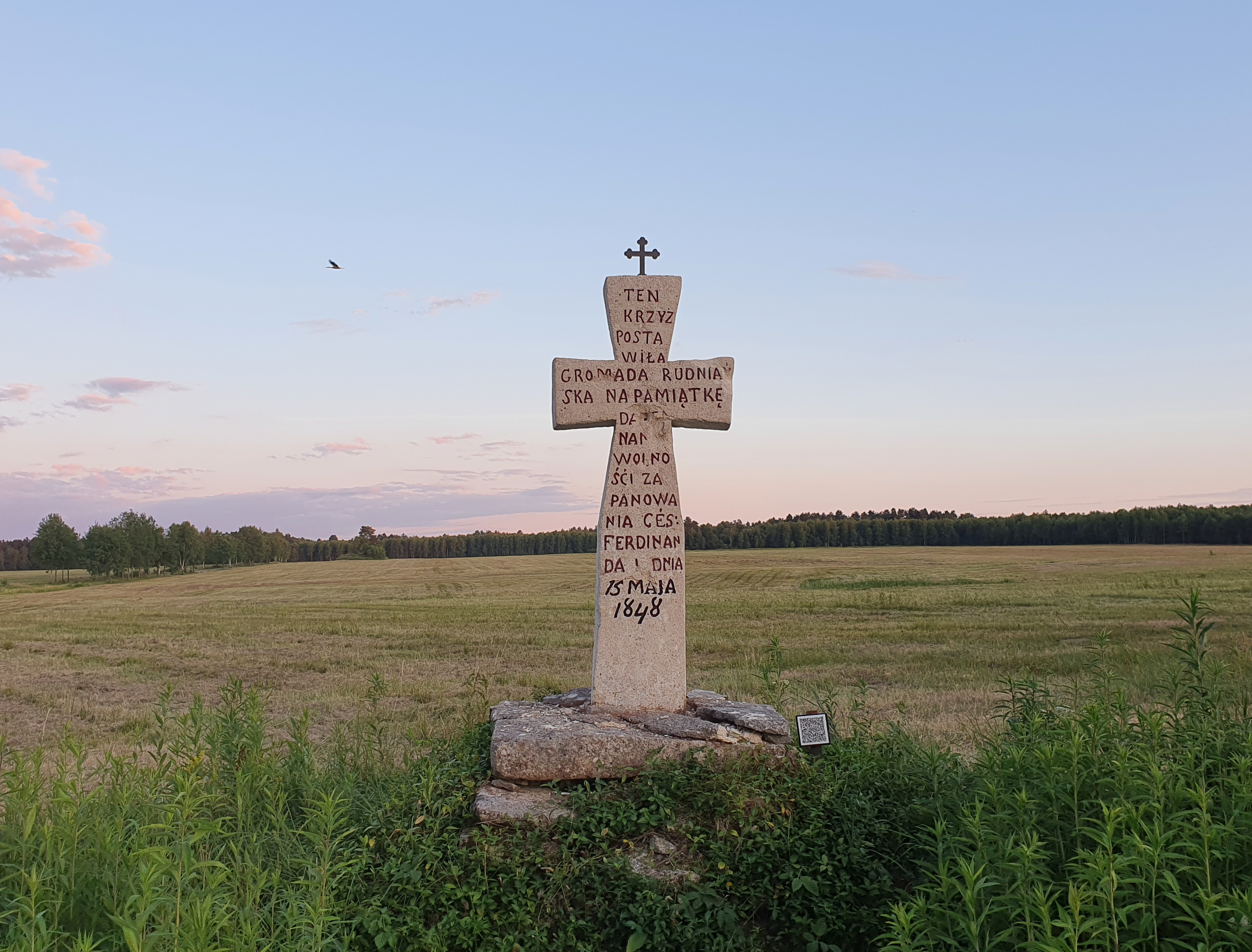
Krzyż pańszczyźniany wzniesiony z inicjatywy polskich chłopów przy wsi Nowe Brusno, upamiętniający zniesienie pańszczyzny w 1848

Krzyż pańszczyźniany – pomnik w kształcie krzyża, wznoszony z inicjatywy chłopów na ziemiach polskich pod panowaniem Habsburgów w celu upamiętnienia zniesienia pańszczyzny w 1848 roku, będący symbolem wolności chłopskiej.

## Historia
Zniesienie pańszczyzny w imieniu cesarza Ferdynanda I Habsburga na ziemiach polskich (włączonych w wyniku rozbiorów w granice Austrii) miało miejsce w 1848 i było pokłosiem rabacji chłopskiej. Zarówno dla chłopów polskich, jak i ukraińskich było to wydarzenie epokowe, równoznaczne z odzyskaniem wolności. Ten fakt o kluczowym znaczeniu dla chłopów, postanowiono upamiętniać pomnikami w kształcie krzyży. Pomniki wykonywano z kamienia, a ich wysokość oscylowała w granicach 2 metrów. Krzyże wykonywane były przez miejscowych kamieniarzy z surowca, którym był najczęściej piaskowiec. Stawiono je zazwyczaj na rozstaju dróg lub na końcu wsi. Wykonujący pomniki rzemieślnicy umieszczali na nich napisy, stosowne dla mieszkańców danej miejscowości. W tym czasie tereny Galicji zamieszkiwali przede wszystkim chłopi polscy i ukraińscy, dlatego napisy wykonywano w języku polskim lub ukraińskim (cyrylicą).
W dobrym stanie technicznym krzyże pańszczyźniane zachowały się m.in. w:
- Baszni Dolnej, z napisem cyrylicą: Wzniosła społeczność Baszni na pamiątkę odzyskania wolności w maju 1848 roku;
- Gorajcu, z napisem cyrylicą: Na pamiątkę odzyskania wolności od pańszczyzny. Pomnik ten wzniesiono dnia 18 maja 1850 roku;
- przy Nowym Bruśnie, z napisem w języku polskim: TEN KRZYŻ POSTAWIŁA GROMADA RUDNIASKA NA PAMIĄTKĘ DANIA NAM WOLNOŚCI ZA PANOWANIA CES: FERDINANDA I DNIA 15 MAJA 1848;
- Starym Siole, z napisem cyrylicą: Oswobodzenie. Maj 1848;
- Załużu.